# Leslie Browne
Leslie Browne (ur. 29 czerwca 1957 w Nowym Jorku) – amerykańska tancerka, primabalerina w American Ballet Theatre, a także aktorka filmowa. Za rolę Emilii Rodgers w filmie Punkt zwrotny została nominowana do Oscara
i Złotego Globu.

## Filmografia
- 1977: Punkt zwrotny jako Emilia Rodgers
- 1987: Dancers jako Nadine